# Сімона Стрімбескі-Мушат
Сімона Стрімбескі-Мушат  (рум. Simona Strimbeschi-Muşat, 16 вересня 1981) — румунська веслувальниця, олімпійська медалістка.

## Виступи на Олімпіадах
| Олімпіада  | Дисципліна                     | Місце |
| ---------- | ------------------------------ | ----- |
| Афіни 2004 | двійка парна                   | 5     |
| Пекін 2008 | вісімка розстібна зі стерновим | 3     |